# 大膽群島
大膽群島（英語：Dadan Islands），是中華民國（台灣）金門群島的一部分，隸屬福建省金門縣烈嶼鄉管轄。該群島位於東海，由大膽島與二膽島組成，鄰近廈門市，地理位置具有重要的軍事戰略價值。

## 地理
大膽群島位於金門本島西南約4.4公里處，距離中國大陸的廈門島僅約4.5公里。群島由大膽島和二膽島兩座主要島嶼組成，總面積約0.79平方公里。大膽島是其中最大的島嶼，最高點為大膽山，海拔92公尺。該地區屬於亞熱帶季風氣候，冬季較為乾燥，夏季則潮濕炎熱。

## 歷史
大膽群島自古以來為閩南漁民活動範圍，1949年國共內戰結束後，該地成為中華民國國軍防衛前線的重要據點。1950年代，大膽島戰役爆發，國軍成功抵禦中國人民解放軍的進攻，並確保了金門地區的防禦穩定。隨著兩岸關係變化，2000年代起，該地逐步由軍事管制區轉型為觀光區，並於2019年正式開放民間旅遊。

## 軍事
大膽群島長期由中華民國陸軍駐守，作為金門防線的最前沿。由於該島面積狹小，過去主要以地下防禦工事為主，包括碉堡、坑道、砲台等。儘管現今駐軍規模大幅縮減，但仍保有一定的戰略防禦功能。

## 觀光
2019年起，大膽群島正式對外開放觀光，並規劃為「無人島體驗旅遊區」。主要景點包括：
- 勝利門：昔日國軍駐守時建立的紀念拱門，象徵守軍的堅定意志。
- 大膽坑道：昔日國軍建造的地下防禦系統，現為參觀景點。
- 軍事遺跡：島上仍保存著大量冷戰時期的軍事建築，如砲台、碉堡與壕溝。
- 東海風光：因島嶼位置特殊，可遠眺廈門市區，夜間更可欣賞廈門的燈光景觀[6]。

## 交通
目前前往大膽群島需搭乘專門的觀光船，從金門水頭碼頭出發，全程約30分鐘。由於該島仍為軍事管制區，遊客需事先申請才能登島。

## 外部連結
- 金門國家公園官方網站 （页面存档备份，存于）
- 金門縣政府網站